# Vapnikita
La vapnikita és un mineral de la classe dels òxids, que pertany al supergrup de la perovskita, i dins de les perovskites estequiomètriques s'engloba dins el subgrup de la vapnikita. Rep el nom per Yevgeny Vapnik, qui va iniciar un nou programa d'estudis geològics, geofísics, petrològics i mineralògics de la Formació Hatrurim a Israel i Jordània.

## Característiques
La vapnikita és un element químic de fórmula química Ca₃UO₆. Va ser aprovada com a espècie vàlida per l'Associació Mineralògica Internacional l'any 2013, i la primera publicació data del 2014. Cristal·litza en el sistema monoclínic. La seva duresa a l'escala de Mohs és 5. És anàleg de la doble-perovskita sintètic β-Ca³UO₆ i és isostructural amb la fluorperovskita natural: criolita Na₃AlF₆.

## Formació i jaciments
Va ser descoberta a Jebel Harmun, a la Formació Hatrurim, a Cisjordània, Palestina. Posteriorment també ha estat descrita a Tulul al Hammam (Amman, Jordània), i al volcà Bellerberg (Renània-Palatinat, Alemanya). Es tracta dels tres únics indrets a tot el planeta on ha estat descrita aquesta espècie mineral.